# 何敬容
何 敬容（か けいよう、生年不詳 - 549年）は、南朝梁の官僚・政治家。字は国礼。本貫は廬江郡灊県。

## 経歴
南朝斉の吏部尚書の何昌㝢の子として生まれた。弱冠にして南朝斉の武帝の娘の長城公主を妻に迎え、駙馬都尉に任じられた。天監初年、秘書郎となった。太子舎人・尚書殿中郎・太子洗馬・中書舎人・秘書丞を歴任し、揚州治中に転じた。建安郡内史として出向し、清廉公正で治績を挙げ、讃えられた。建康に召還されて黄門郎に任じられ、太子中庶子・散騎常侍・侍中・司徒左長史を歴任した。普通2年（521年）、再び侍中となり、羽林監を兼ね、さらに本州大中正を兼ねた。しばらくして吏部尚書を代行し、官員の審査が詳細正確だったため、吏部の称で呼ばれた。普通4年（523年）、招遠将軍・呉郡太守として出向し、太守として政務や裁判をみること4年、職務に精励して民衆を憐み、その統治は天下第一とされた。呉郡の官吏や民衆が宮殿を訪れて顕彰碑の建立を請願し、武帝に許可された。大通2年（527年）、建康に召還されて中書令とされたが、任につかないうちに再び吏部尚書となり、右軍将軍の号を受けた。まもなく侍中を加えられた。中大通元年（529年）、太子中庶子に転じた。
中大通3年（531年）、参掌選事・侍中のまま尚書右僕射に転じた。これは尚書僕射の徐勉が病のために退任したことから、敬容が自薦してこの任を授与されたものであった。中大通5年（533年）、参掌選事・侍中のまま尚書左僕射に転じ、宣恵将軍の号を加えられ、佐史を置いた。大同3年（537年）1月、朱雀門が火災に遭うと、武帝は「この門は手狭だったので、改築したいと思っていたところだ。天火に遭ったということだ」と群臣にいった。群臣たちは応答に困って沈黙したが、敬容がひとり「これは陛下の言われるところの『天に先じて天は違わず』ということです」と答えたので、当時の人々は名答と噂しあった。まもなく敬容は侍中・参掌・佐史のまま中権将軍・丹陽尹に転じた。大同5年（539年）、侍中・将軍・参掌・佐史のまま、入朝して尚書令となった。
大同11年（545年）、敬容の妾の弟の費慧明が導倉丞をつとめていたが、夜間に官米を盗んだ罪に問われて、禁司に捕らえられ、領軍府に送られた。このとき河東王蕭誉が領軍将軍をつとめており、敬容が費慧明に送った手紙を入手して、武帝に上奏した。武帝は激怒し、敬容は南司に送られて取り調べられた。御史中丞の張綰は敬容の罪を棄市刑に相当すると上奏したが、武帝の裁決により免官のみで済まされた。
中大同元年（546年）3月、武帝が同泰寺に行幸し『金字三慧経』を講義するにあたって、敬容は聴講を願い出て許可された。ほどなく金紫光禄大夫として再起し、さらに侍中を加えられた。太清元年（547年）、侍中のまま太子詹事に転じた。太清2年（548年）、侯景が渦陽で東魏に敗れると、敬容は侯景がいずれ叛臣として国を乱すだろうとの予見を、皇太子蕭綱に伝えた。はたして侯景が反乱を起こして建康を攻撃すると、敬容は家を台城内に移した。太清3年（549年）1月、敬容は建康包囲の中で死去した。本官のまま仁威将軍の号を追贈された。
子に何瑴があり、秘書丞となったが、早逝した。

## 人物・逸話
- 敬容はその身長8尺の長身で、顔面は白皙で鬚や眉が美しかった。官服と礼帽で参加する公式行事ではことのほか鮮やかで美しく、朝廷の列に居並ぶと、その容姿と挙措は人に抜きんでていた。
- 敬容は長らく尚書省の長官職にあって故事に詳しく、文書仕事に精励して日夜休まず、宰相でありながら庶務につとめたため、当時の世間の笑い種になるほどであった。蕭琛の子の蕭巡は軽薄な才能の持ち主で、「制卦名離合」などの詩で敬容を嘲ったが、敬容は態度を変えなかった。
- 何氏は晋の何充や南朝宋の何尚之の頃から代々仏法を奉じて、塔寺を建立してきた。敬容もまた舎宅の東に伽藍を作った。援助の浄財を申し出る者を敬容は拒まず、そのためこの寺の堂宇は広壮華麗なものになった。当時の軽薄者はこの寺を「衆造寺」と呼んだ。
- 敬容が免職されて官舎を出たとき、その持ち物は常用の器物と衣服だけで、余分な財貨がなかった。
- 太清2年（548年）、皇太子蕭綱はたびたび『老子』と『荘子』の2書を玄圃で講義した。敬容は「晋代の乱のときも、空虚な老荘の玄学が流行したが、胡人の反乱が中華を転覆するにいたった。いま皇太子がこれを踏襲なさっているが、胡人の将軍が反乱を起こすのではないか」と呉孜にこぼした。

## 伝記資料
- 『梁書』巻37 列伝第31
- 『南史』巻30 列伝第20